# Rancířov
Rancířov (deutsch Ranzern) ist ein Ortsteil der Gemeinde Dešná (Döschen) in Tschechien. Er liegt 15 Kilometer südlich von Slavonice (Zlabings) in Südmähren und gehört zum Okres Jindřichův Hradec (Bezirk Neuhaus). Der Ort ist als ein Längsangerdorf angelegt.

## Geografie
Rancířov befindet sich nahe der Grenze zu Österreich. Nördlich erhebt sich der Dešenský Šibeník (Galgenberg, 511 m).
Nachbarorte sind Dešná u Dačic (Döschen) im Norden, Dančovice (Dantschowitz) im Nordosten, Lubnice (Hafnerluden) und Mešovice (Nespitz) im Osten, Vratěnín (Fratting) im Südosten, Hluboká (Tiefenbach) und Schaditz im Süden, Wilhelmshof im Südwesten, Ziernreith im Westen sowie Písečné (Piesling) und Županovice (Zoppanz) im Nordwesten.

## Geschichte

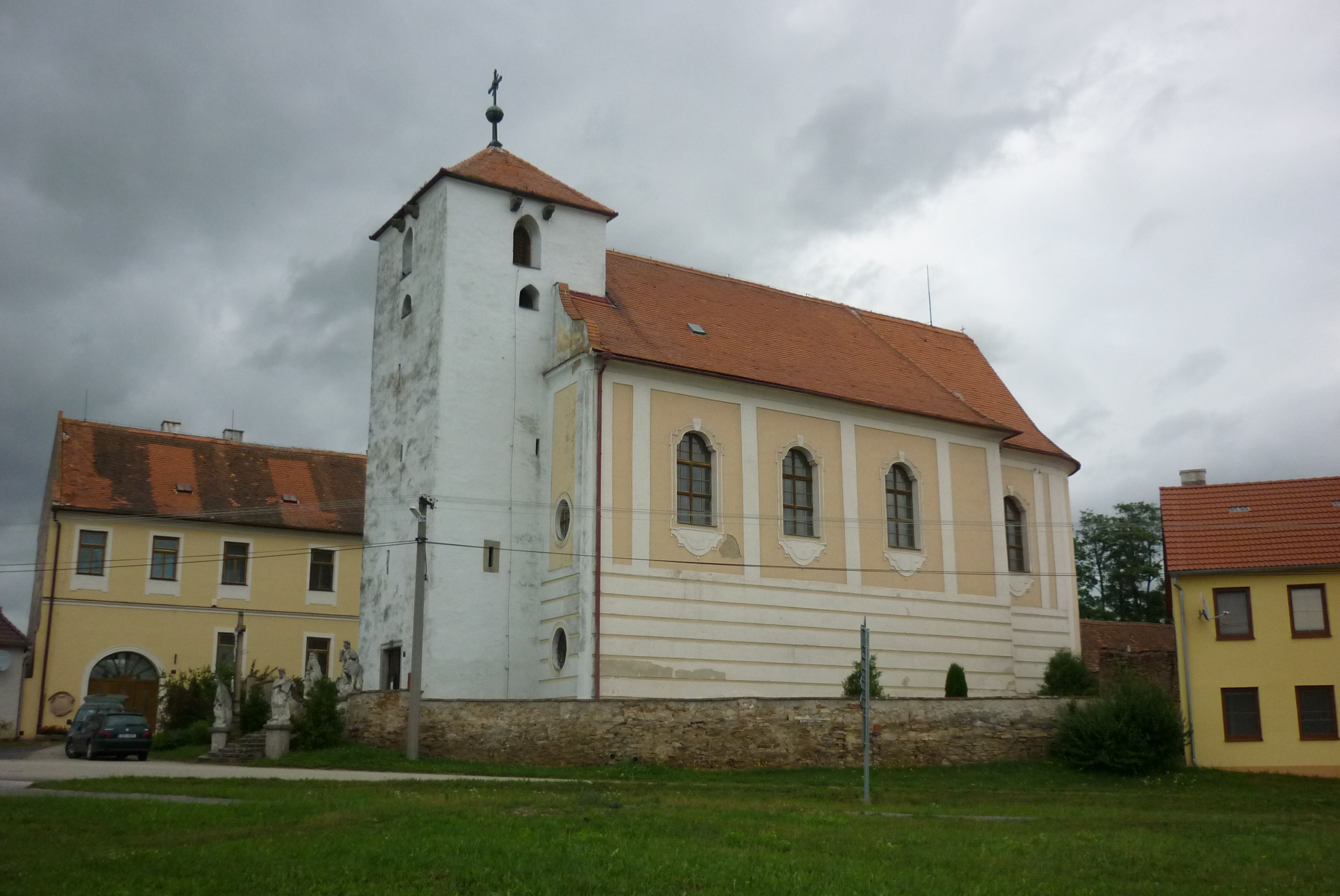
Pfarrkirche zur Himmelfahrt Maria

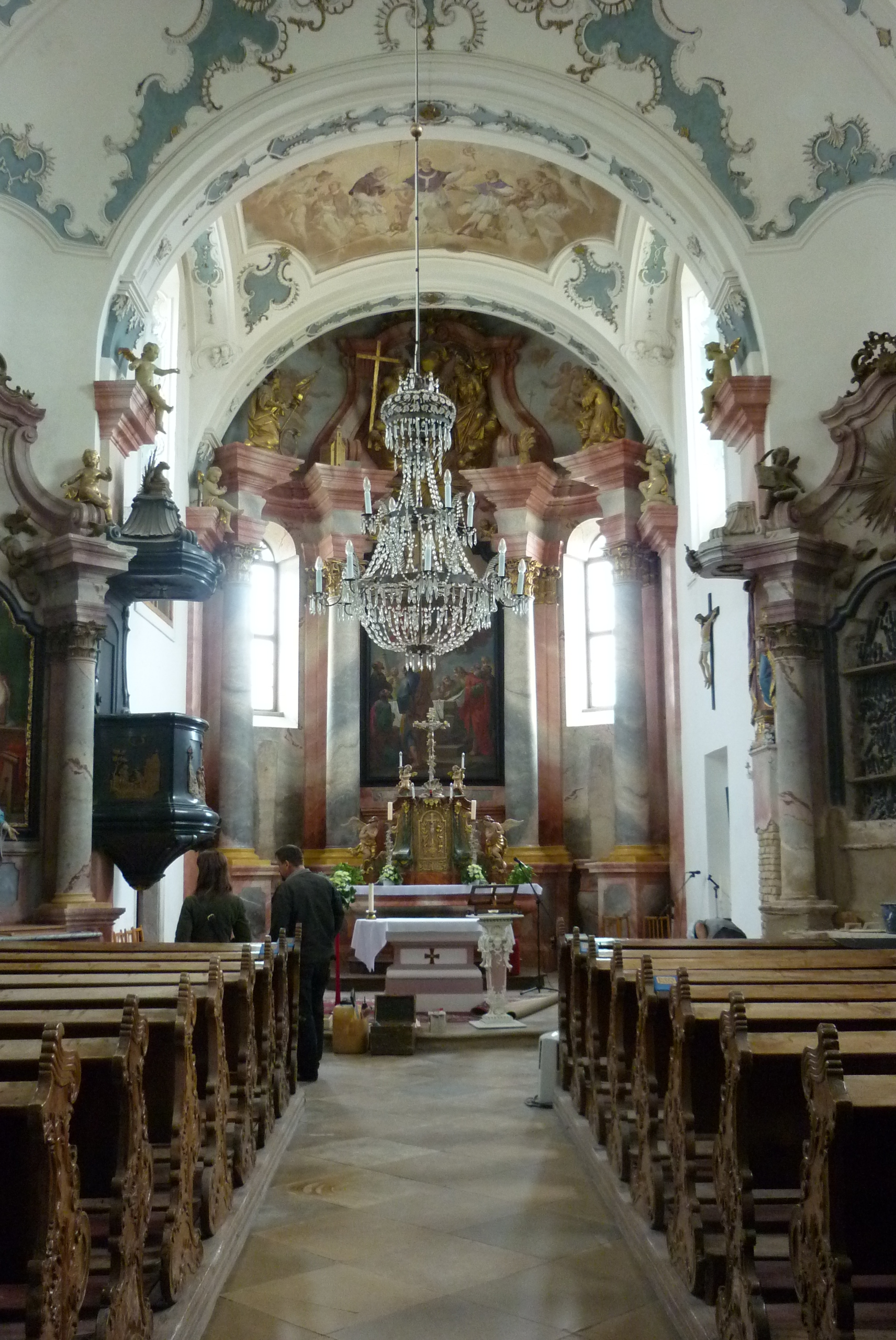
Kuppelfresko von J. N. Steiner

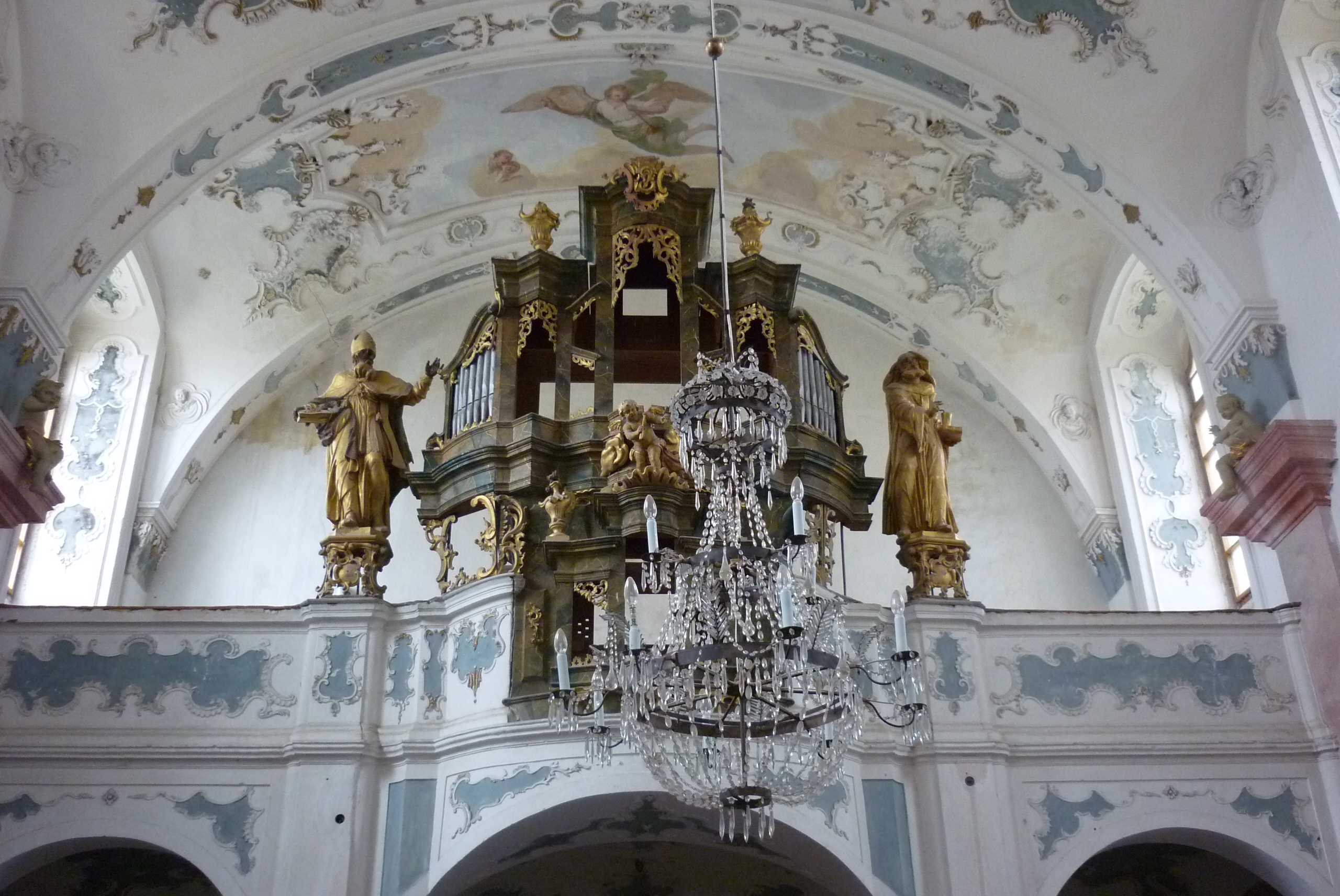
Barockorgel von Ignac Florian Casparides

Rancířov gehört zu den ältesten Pfarrdörfern in Südmähren. Im Jahre 1257 wurde die Pfarre „ad Ronzer“ durch die Brüder Smil, Marquard und Ratibor von Bílkov dem Stift Geras übergeben, dem sie bis nach dem Zweiten Weltkrieg inkorporiert blieb. In einer Stiftsurkunde vom 13. Dezember 1450 wurden die Abgaben von „Ranzer“ geregelt und diese von Robot und Abgaben in eine Geldzahlung umgewandelt. Ab 1498 gehörte das gesamte Dorf zur Herrschaft Vöttau. Hans Haugwitz von Biskupitz verwendete 1567 das Prädikat von Ranzern; er besaß das Gut wahrscheinlich nur pfandweise. Es ist anzunehmen, dass das Stift Geras das Pfand später wieder eingelöst hat.
Die Mundart des Nordbairischen, welche bis 1945 gesprochen wurde, lässt darauf schließen, dass die Einwohner des Ortes aus der Oberpfalz stammten, worin sie sich von den weiter östlichen gelegenen Gebieten von Znaim und Nikolsburg unterschieden. Während des Dreißigjährigen Krieges, wurde der Ort 1645 von schwedischen Truppen unter dem Feldmarschall Lennart Torstensson geplündert und gebrandschatzt; dabei brannten die Kirche, der Pfarrhof und zwölf Häuser nieder. Aus demselben Jahr ist ein „Waisenbuch“ erhalten geblieben. Matriken werden in dem Ort seit dem Jahre 1724 geführt. Die Einwohner des Ortes lebten von der Landwirtschaft, wobei der sonst in Südmähren so wichtige Weinbau nicht praktiziert wurde. Der Kirtag wurde bis 1945 immer am Sonntag nach Mariä Himmelfahrt (15. August) abgehalten.
Im Jahre 1834 umfasste das im Znaimer Kreis gelegene Stiftsgut Ranzern eine Fläche von 1381 Joch 74 Quadratklafter. Das einzige zugehörige Dorf war Ranzern, auch Ranciřow bzw. Ranciř genannt; es bestand aus 47 Häusern mit 250 deutschsprachigen Einwohnern. Unter herrschaftlichem Patronat standen die dem Dekanat Jamnitz zugeordnete Pfarre, die Kirche Mariä Himmelfahrt und die Schule. Im Ort gab es zudem ein Wirtschaftsamtsgebäude und ein Wirtshaus. Ranzern war Pfarr- und Schulort für Tiefenbach. Die Amtsverwaltung wurde vom Geraser und Eisgarner Oberamt geleitet. Bis zur Mitte des 19. Jahrhunderts blieb Ranzern dem Stift Geras untertänig.
Nach der Aufhebung der Patrimonialherrschaften bildete Ranzern / Rancířov ab 1848 eine Gemeinde im Gerichtsbezirk Jamnitz. Ab 1869 gehörte Ranzern zum Bezirk Datschitz. 1896 wurde die Gemeinde dem Bezirk Mährisch Budwitz zugeordnet. Nach dem Ersten Weltkrieg kam der Ort, dessen Bewohner 1910 zu 97 % deutschsprachig waren, zur neu gegründeten Tschechoslowakischen Republik. Nach dem Münchner Abkommen, rückten im Oktober 1938 deutsche Truppen im Ort ein, der bis 1945 zum Kreis Waidhofen an der Thaya im Gau Niederdonau gehörte.
Nach dem Ende des Zweiten Weltkrieges, der sieben Opfer unter den Bewohnern von Ranzern forderte, kam die Gemeinde wieder zur Tschechoslowakei zurück. Es erfolgte die Wiederherstellung der alten Bezirksstrukturen. Anfang Juni 1945 wurde der Ort, zeit- und systemgleich wie die umliegenden Gemeinden, von einer motorisierten Gruppe von Tschechen besetzt. Sie nahmen einige Geiseln und vertrieben die deutschen Bewohner und zuletzt die Geiseln über die Grenze nach Österreich. In Übereinstimmung mit den ursprünglichen Überführungs-Zielen des Potsdamer Kommuniqués verlangte die UdSSR im Jänner 1946 den Transfer aller in Österreich befindlichen Volksdeutschen nach Deutschland. Vorrangig wurden die aus Ranzern stammenden Bewohner in den Bundesländern Baden-Württemberg und Hessen ansässig.
1948 wurde die Gemeinde in den Okres Dačice umgegliedert. Bei der Gebietsreform von 1960 wurde Rancířov im Zuge der Aufhebung des Okres Dačice dem Okres Jindřichův Hradec zugeordnet. Am 1. Juli 1974 erfolgte die Eingemeindung von Hluboká. Seit dem 30. April 1976 ist Rancířov ein Ortsteil von Dešná. Im Jahre 2001 bestand das Dorf aus 35 Wohnhäusern, in denen 136 Menschen lebten.

## Wappen und Siegel
Es ist nicht eindeutig, ob Ranzern ein eigenes Siegel besaß. Tschechische Fachliteratur nennt hier entweder ein Herz mit drei hervorsprießenden Blüten oder ein Pflugeisen. Hierbei muss beachtet werden, dass es bei Iglau ebenfalls ein Ranzern gab, welches zur selben Herrschaft wie Ranzern in Südmähren gehörte.

## Bevölkerungsentwicklung
| Volkszählung | Einwohner gesamt | Volkszugehörigkeit der Einwohner | Volkszugehörigkeit der Einwohner | Volkszugehörigkeit der Einwohner |
| Jahr         | Einwohner gesamt | Deutsche                         | Tschechen                        | Andere                           |
| ------------ | ---------------- | -------------------------------- | -------------------------------- | -------------------------------- |
| 1880         | 279              | 250                              | 29                               | –                                |
| 1890         | 278              | 250                              | 27                               | 1                                |
| 1900         | 264              | 249                              | 15                               | –                                |
| 1910         | 256              | 249                              | 7                                | –                                |
| 1921         | 297              | 246                              | 49                               | 2                                |
| 1930         | 304              | 223                              | 81                               | –                                |
| 1991         | 128              |                                  |                                  |                                  |
| 2001         | 136              |                                  |                                  |                                  |

## Sehenswürdigkeiten
- Pfarrkirche zur Himmelfahrt Mariä (1765)
- Bildstock (17. Jahrhundert)
- Schule (1791)
- Pfarrhof (1639)

## Örtliche Sage
- Zwischen Ranzern und Fratting (Vratěnín) gab es ein kleines Gehölz aus Buchen und Eichen. Dort hausten die „Pelzweibln“. Das waren kleine vermummte Frauengestalten, die kreischende Laute ausstießen, um damit um Mitternacht arme Wanderer zu erschrecken.[10]